# 元帥よ、我らここにあり!

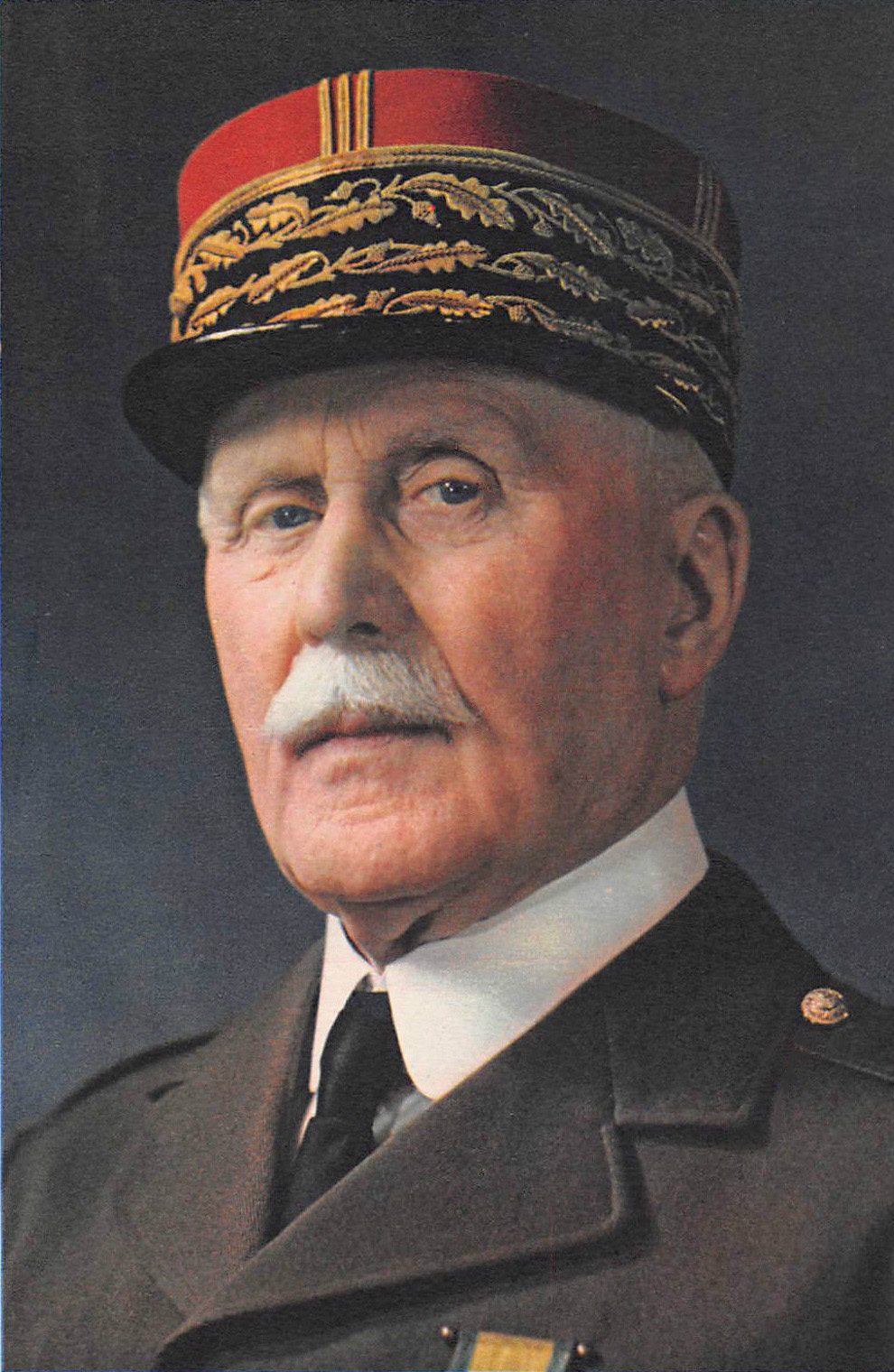
フィリップ・ペタン元帥（1941年）

『元帥よ、我らここにあり!』（げんすいよ、われらここにあり！、フランス語: Maréchal, nous voilà !）は、ヴィシー政権下のフランス（ヴィシー・フランス）にて、同国の国家主席となったフィリップ・ペタン元帥への賛歌として作られた歌である。作詞はアンドレ・モンタガールが行った。作曲はモンタガールとシャルル・クルティウ（Charles Courtioux）が協同で行ったとされているが、実際にはカジミール・オベルフェルドが作曲した『La Margoton du bataillon』からの盗用であると指摘されている。
ヴィシー・フランスでも『ラ・マルセイエーズ』は引き続き国歌と位置づけられていたものの、ドイツ占領下の地域では演奏が禁じられていた。そのため、『元帥よ、我らここにあり!』は非公式ながら事実上の国歌と見なされていた。

## 歴史

### 起源
1941年、音楽出版社Ver Luisantから発表された。当時、同社はドイツ系人のロルフ・マルボー（Rolf Marbot）ことアルブレヒト・マルクーゼ（Albrecht Marcuse）が社長を務め、ペタン元帥の賛歌や『明日のフランス』（La France de demain）や『青年の行進』（La Marche des jeunes）といった曲を制作していた。シャルル・クルティウは同社専属の作曲家だった。
発表時、音楽作詞者作曲者出版者協会（SACEM）は、本曲と『La Margoton du bataillon』の間に見られる「明白な関係性」（parenté évidente）を指摘し、クルティウに対しては「奇妙な類似性」（étrange similitude）に関する警告を書面で行っている。ユダヤ人だったオベルフェルドはかつて権利保有者としてSACEMに認められていたものの、ヴィシー政権成立後はユダヤ人関連の諸法律の元でSACEMに著作物を登録する権利と使用料を受け取る権利を剥奪されていた。オベルフェルドは1943年にアウシュヴィッツ強制収容所へと送られ、1945年の「死の行進」の最中に死亡した。
『元帥よ、我らここにあり!』は1937年のツール・ド・フランスの際に発表されたフレド・ガルドーニの『La Fleur au guidon』とも「驚くほどの類似性」（ressemblance frappante）が指摘されている。1938年に社会主義者の歌としてミシェル・エマーとG・オーブリー（G. Aubry）が発表した『Chant de l'avenir』も含め、これら3曲はいずれも『La Margoton du bataillon』からの盗用ないし影響の例と見なされている。

### ヴィシー・フランスでの位置づけ
占領下フランスにおいて広く歌われ、録音としては映画俳優のアンドレクスとアンドレ・デサリーによるものが特に知られる。演奏はマルセル・カリヴェンのオーケストラで、レコードはパテからリリースされていた。
ヴィシー・フランスにおいても、『ラ・マルセイエーズ』は依然として国歌と位置づけられ、その重要性は維持されていたが、これは国家の象徴を放棄しないというヴィシー政権の姿勢を抵抗運動勢力に示すためだった。ただし、法律上は国歌と明言されていない。南仏では『ラ・マルセイエーズ』が引き続き演奏されたものの、北仏では占領当局によって禁止されており、やがては『元帥よ、我らここにあり!』がヴィシー・フランスの非公式な国歌とみなされるようになった。ラジオ・パリやラジオディフュージョン・ナシオナルでも定期的に放送された。いわゆる第二フランス植民地帝国各地でも同様に演奏された。学校や青年キャンプ、兵舎や民兵団の集会でも演奏が行われた。

### パロディ
『元帥よ、我らここにあり!』は、ヴィシー・フランスにおけるプロパガンダの中核の1つであったので、しばしば風刺の対象となった。抵抗運動勢力では、ジュリアン・クレマンが手がけた、『将軍よ、我らここにあり！』（Général, nous voilà !）あるいは『元帥よ、彼らここにあり！』（Maréchal, les voilà !）の題で知られる替え歌が歌われた。

### フランス国歌一覧
- アンリ四世万歳（Vive Henri Ⅳ!）- フランス革命前、および復古王政期の国歌。
- 神は偉大な王を守る（Domine, salvum fac regem）- フランス王国の準国歌、王室歌。
- 門出の歌（Le chant du depart）- 第一帝政期の国歌。
- ラ・パリジェンヌ（La Parisinenne）- 七月王政（オルレアン朝）期の国歌。
- ラ・マルセイエーズ（La Marseillaise）- 現在のフランスの国歌。
- ジロンド派の歌（Le chant des girondins）- 第二共和政期の国歌。
- シリアへ旅立ちながら（Partant pour la Syrie）- 第二帝政期の準国歌。
- インターナショナル（L'Internationale）- パリ・コミューンの革命歌、後のソ連国歌。政治情勢次第ではフランスの国歌にもなった可能性がある。
- パルチザンの歌（フランス語版）（Le chant des partisans）- 自由フランスの準国歌。第四共和政の国歌の座をラ・マルセイエーズと争った。